# North Shore (Californie)
North Shore est une census-designated place du comté de Riverside, dans l'État de Californie, aux États-Unis,. En 2020, elle compte une population de 3 585 habitants.